# Wünschewagen

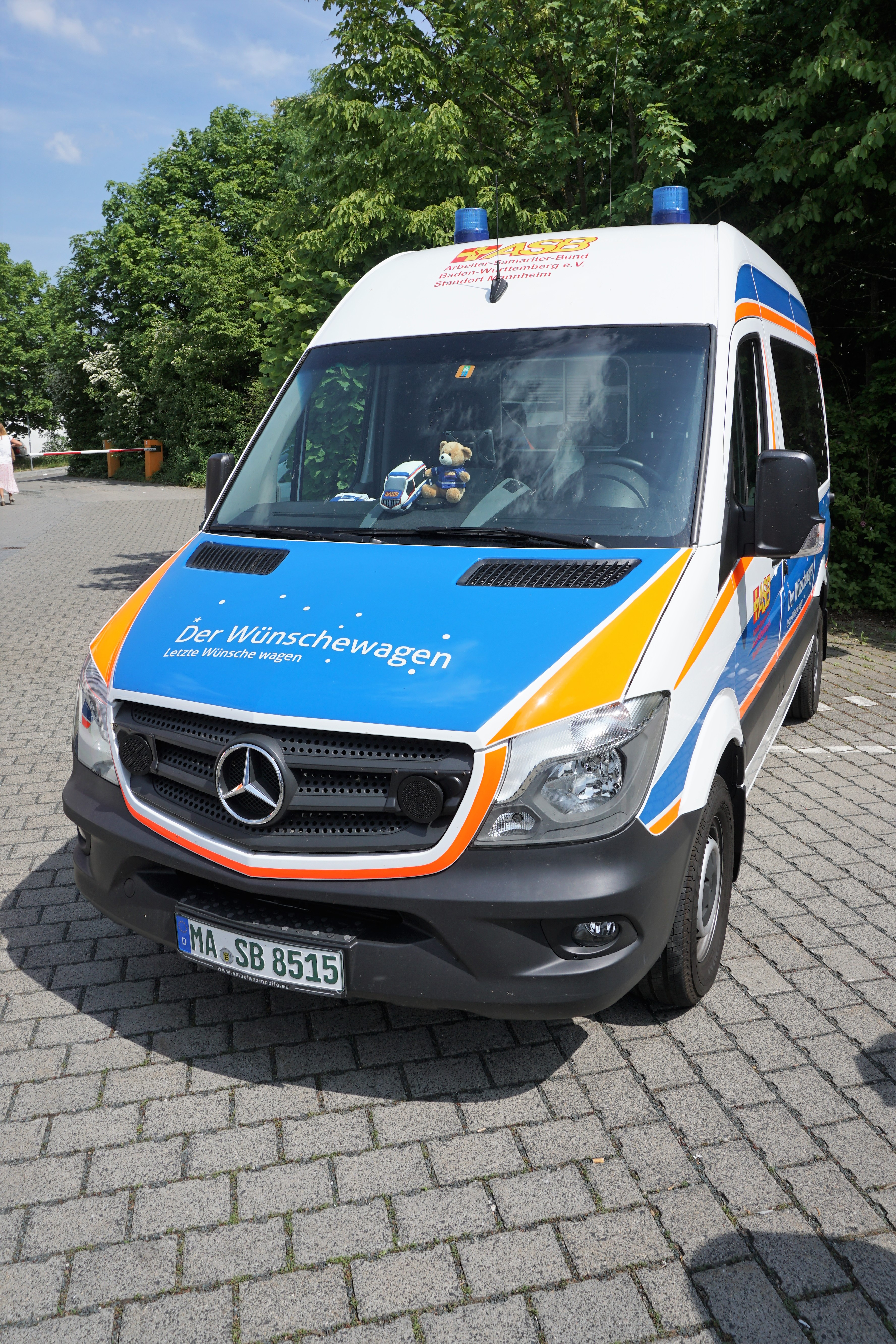
Wünschewagen des Arbeiter-Samariter-Bund Regionalverbands Mannheim/Rhein-Neckar mit dem Funkrufnamen „Rhein-Neckar 8/85-15“

Der Wünschewagen (Letzte Wünsche wagen) ist ein Projekt des Arbeiter-Samariter-Bundes in Deutschland. Es umfasst den Einsatz von speziell dafür konstruierten Krankentransportwagen zur Erfüllung letzter, meist langgehegter Wünsche von Sterbenskranken. Die unheilbar kranken, oft bereits in Hospizen oder in Palliativstationen von Kliniken betreuten Menschen äußern an die Betreiber ihre Wünsche. Diese organisieren Fahrten, Ausflüge und Besuche von Kulturveranstaltungen oder Sehenswürdigkeiten für die Kranken, meist zusammen mit deren nächsten Verwandten. ASB-Geschäftsführer Michael Sander: „Der Wünschewagen des ASB Hamburg lebt von gesellschaftlichem Engagement, denn er soll für die Fahrgäste kostenfrei sein.“

## Beschreibung
Obwohl ein Wünschewagen kein Rettungswagen im eigentlichen Sinne ist, beinhaltet seine Einrichtung dennoch eine notfallmedizinische Ausstattung auf aktuellem Stand. Des Weiteren ist während der Fahrt ein ausgebildeter Rettungssanitäter anwesend. Außerdem sind die Wünschewagen mit einem Folgetonhorn nebst zugehöriger Sondersignalanlage ausgestattet, die, nach StVO, dem Fahrzeug das Wegerecht im Straßenverkehr einräumt, wenn die Anlage vom Fahrer oder Beifahrer aktiviert wird.

## Geschichte
Das Konzept stammt aus den Niederlanden und wird in Deutschland seit 2014 umgesetzt. Die beteiligten Personen im Krankentransportwagen, also Fahrer und medizinisch bzw. pflegerisch geschultes Personal (z. B. Rettungssanitäter), arbeiten ehrenamtlich. Seit August 2019 sind in Deutschland 24 solcher Wünschewagen unterwegs. Die Fahrzeuge und die Aktionen werden ausschließlich durch Spenden finanziert.

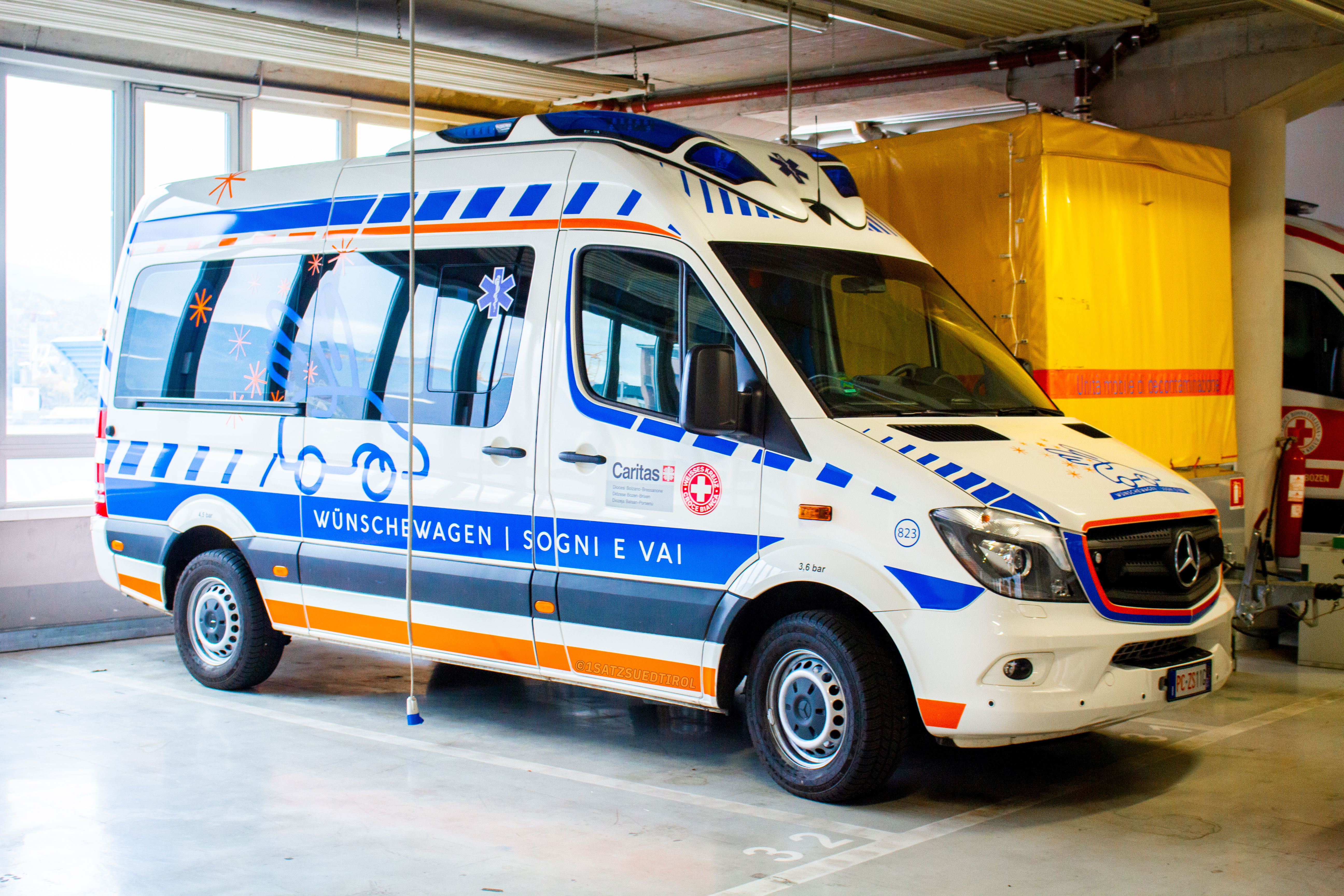
Wünschewagen des Südtiroler Weißen Kreuzes

Auch in anderen europäischen Ländern hat sich das Prinzip inzwischen verbreitet.